# Bún chả

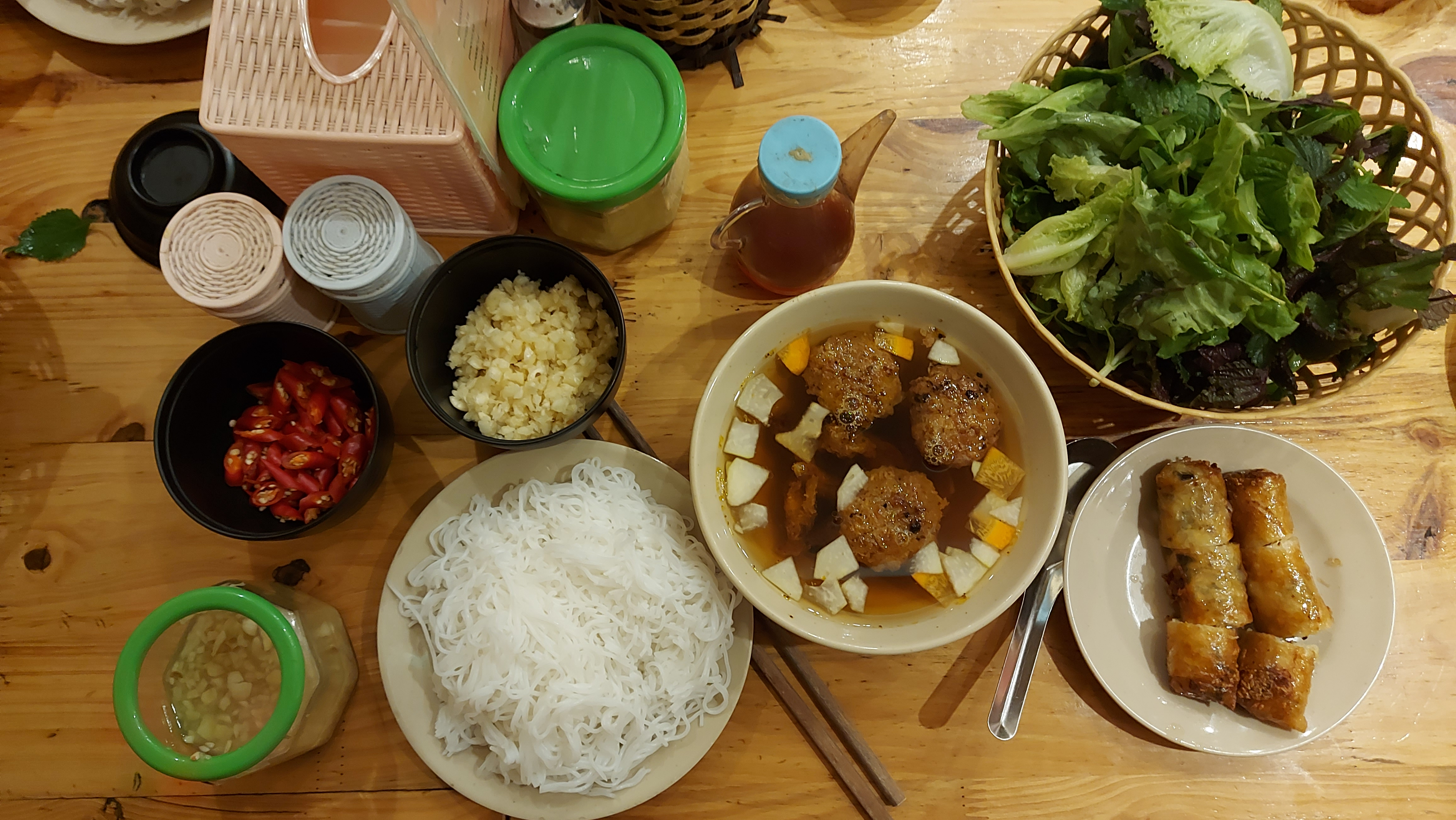
Bún chả (mihoen en varkensvlees) met verschillende bijgerechten waaronder Chả giò.

Bún chả is een gerecht uit de Vietnamese keuken, bestaand uit mihoen (bún) en varkensgehaktballetjes (chả), soms in aparte kommen geserveerd.
Het gerecht is een specialiteit uit de hoofdstad Hanoi en komt hier hoogstwaarschijnlijk ook vandaan. In deze stad treft men restaurants die speciaal op dit gerecht gericht zijn. Het gerecht werd in 1959 beschreven door de Vietnamese culinaire schrijver Vu Bang (1913–1984). Bún chả wordt vaak geserveerd met bijgerechten als groenten, soep, dipsaus en loempia's (chả giò).